# NEO FANTASIA
『NEO FANTASIA』（ネオ・ファンタジア）は、茅原実里の5枚目のオリジナルアルバム。2013年12月11日にLantisから発売された。

## 背景
前作『D-Formation』から約1年10ヶ月ぶりのリリース。本作の発売は、2013年10月2日にランティスウェブラジオで配信されているインターネットラジオ『茅原実里のradio minorhythm』、オフィシャルブログ『Smile Days』で発表された。
東京ディズニーランドの『イッツ・ア・スモールワールド』に感銘を受けたため、同アトラクションを基にしたアルバムの制作をプロデューサーに話したことがきっかけで最終的にコンセプトが『テーマパーク』に落ち着いたという。そのため収録曲がテーマパークのアトラクションをイメージしたものとなっている。
ディスクジャケットの撮影は2013年10月23日から10月24日までハウステンボスで行われ、茅原は撮影前に1曲目「The immortal kingdom」を聞きミッキーマウスをイメージして撮影に臨んだ。
本作の特設ページが2013年11月8日に開設され、同ページで本作収録曲の試聴音源が公開され、11月8日に「TREASURE WORLD」、「SELF PRODUCER」、「Celestial Diva」、「この世界は僕らを待っていた」、「ZONE//ALONE」、「境界の彼方」、「NEO FANTASIA」、11月13日に「1st STORY」、「真白き城の物語」、11月15日に「TOON→GO→ROUND!」、「endless voyage」、11月18日に「The immortal kingdom」、「Lonely Doll」、11月20日に「Neverending Dream」がそれぞれ公開された。
ランティスウェブラジオから配信されている自身のラジオ番組『茅原実里のradio minorhythm』の2013年11月27日配信分（第342回）、2013年12月4日配信分（第343回）で本作の全曲紹介が前後半に分かれ行われ、前編は「The immortal kingdom」から「真白き城の物語」、後編は「Celestial Diva」から「Neverending Dream」までの楽曲紹介が行われた。

## 音楽性
既存のシングル表題曲は、14枚目のシングル「Celestial Diva」から18枚目のシングル「境界の彼方」までが収録されている。
1曲目の「The immortal kingdom」は、夢の国の始まりを思わせるファンファーレ風のドキドキする曲。
2曲目の「TREASURE WORLD」は、陽気で華やかなドラマチックなスイング感溢れる本作のリード曲。演奏はビッグバンドで行われた。詞はテーマパークで恋に奮闘する男の子をイメージしている。なお、茅原がアルバムのリード曲の作詞を手掛けるのは初。また、テレビ東京『アニメDON!』の12月度のエンディングテーマに起用された。リード曲の「TREASURE WORLD」はPVが制作されており、撮影は2013年11月13日から11月14日まで行われた。振付は西田一生（西田プロジェクト）が担当。
4曲目の「TOON→GO→ROUND!」は、アップテンポでスピードのあるかっこいいデジタルサウンド。詞はテーマパークの要素が散りばめられている。レコーディングは、前作『D-Formation』に収録された「嘘ツキParADox」、「アイノウタ」と同様に、北海道札幌市で行われた。
5曲目の「1st STORY」は、バンドサウンドの爽やかな曲であり、テーマは「冒険」。詞を制作する中で「一度しかない人生を初めて生きる事」と感じタイトルが決定した。レコーディングは本作の新曲の中で最初にレコーディングされた。レコーディング時は笑顔で臨んだという。
6曲目の「endless voyage」は、かっこいいスペーシーな疾走感のあるデジタルサウンドであり、詞のテーマは「宇宙旅行」、「宇宙冒険」。
7曲目の「真白き城の物語」は、三拍子の暖かみのある曲。テーマは「ホラーショー」。
9曲目の「Lonely Doll」は、自身のオリジナルアルバムの収録曲では初の作曲を手掛けており、テーマパークの一角にあるガラスケースの中の人形の視点で描かれている孤独な悲しい楽曲。
13曲目の「NEO FANTASIA」は本作のタイトルチューンの刺激的な楽曲。歌詞は希望が溢れる内容になっており、レコーディングは2013年10月16日に行われた。
14曲目の「Neverending Dream」は、本作を締めくくるテーマパークの終わりを告げる曲であり、歌唱部分は少なくほぼインストである。
音楽雑誌『リスアニ!』副編集長の澄川龍一は「ビッグバンド、デジタルサウンド、ロック、フォーク、オーケストレーションなど多彩な楽曲がテーマパークのアトラクションを連想させ、コンセプトの『テーマパーク』が最大限発揮されている。」、音楽評論家の冨田明宏は「コンセプトの『テーマパーク』を思わせるを多彩なアトラクションに見立てた楽曲で構成されており、ゴージャスかつドラマティックで、ファンタスティックなエンターテイメントの金字塔を打ち立てた作品。」、音楽雑誌『リスアニ!』編集長の西原史顕は「普段は意識しないことを感じさせる作品。」、アナウンサーの吉田尚記は「茅原のボーカルとクリエイティブな楽曲に極みを味合わされた。」、Animelo Summer Liveのプロデューサーの齋藤光二は「各楽曲がテーマパークの独立したアトラクションとして完成されており、テーマパークの順路のように世界観を味わえる。」と評した。

## リリース
Blu-ray Disc付限定盤（LACA-35360）、DVD付限定盤（LACA-35361）、通常盤（LACA-15361）の3種リリースであり、限定盤にはフォトブック、Blu-ray Disc、DVDが同梱されている。Blu-ray Disc、DVDには2013年2月17日に渋谷公会堂で開催された自身のファンクラブ『m.s.s』の限定アコースティックライブ『m.s.s Premium Acoustic Live featuring Crustacea』の模様が収録されている。
2013年11月18日にニコニコ生放送にて本作の発売を記念した番組『HAPPY NEO BIRTHDAY』が放送された。この番組で本作の全曲解説、ディスクジャケット、PVが解禁された。
2013年11月22日にYouTubeのLantis公式ちゃんねる『Lantisちゃんねる』からリード曲「TREASURE WORLD」のPVのショートバージョンが配信された。
2013年12月15日に池袋サンシャインシティ噴水広場で本作の発売記念イベントを開催された。内容はミニライブ、握手会を行った。セットリストは「TREASURE WORLD」、「真白き城の物語」、「境界の彼方」。
2013年12月1日から12月15日までの間、本作で使用された衣装の衣装展がAKIHABARAゲーマーズ本店で開催された。

## 収録内容
| #   | タイトル                                                                                        | 作詞         | 作曲         | 編曲               | 時間 |
| --- | ----------------------------------------------------------------------------------------------- | ------------ | ------------ | ------------------ | ---- |
| 1.  | 「The immortal kingdom」                                                                        | 畑亜貴       | 俊龍         | 中西亮輔、黒田賢一 | 3:13 |
| 2.  | 「TREASURE WORLD」(テレビ東京『アニメDON!』12月度エンディングテーマ)                            | 茅原実里     | 俊龍         | 藤田淳平           | 5:18 |
| 3.  | 「SELF PRODUCER」(テレビアニメ『お兄ちゃんだけど愛さえあれば関係ないよねっ』オープニングテーマ) | こだまさおり | 菊田大介     | 菊田大介           | 5:05 |
| 4.  | 「TOON→GO→ROUND!」                                                                              | 松井洋平     | 高瀬一矢     | 高瀬一矢           | 4:44 |
| 5.  | 「1st STORY」                                                                                   | 茅原実里     | 宮崎誠       | 宮崎誠             | 4:54 |
| 6.  | 「endless voyage」                                                                              | 松井洋平     | 矢鴇つかさ   | 矢鴇つかさ         | 4:25 |
| 7.  | 「真白き城の物語」                                                                              | 畑亜貴       | 島みやえい子 | 下川佳代           | 5:31 |
| 8.  | 「Celestial Diva」(スマートフォンアプリ『ケイオスリングスII』テーマソング)                      | 宝野アリカ   | 上松範康     | 菊田大介           | 5:06 |
| 9.  | 「Lonely Doll」                                                                                 | 茅原実里     | 茅原実里     | 菊谷知樹           | 4:44 |
| 10. | 「この世界は僕らを待っていた」(テレビアニメ『翠星のガルガンティア』オープニングテーマ)          | 畑亜貴       | 中土智博     | 中土智博           | 3:42 |
| 11. | 「ZONE//ALONE」(テレビアニメ『境界線上のホライゾンII』オープニングテーマ)                       | 畑亜貴       | 菊田大介     | 菊田大介           | 4:43 |
| 12. | 「境界の彼方」(テレビアニメ『境界の彼方』オープニングテーマ)                                    | 畑亜貴       | 菊田大介     | 菊田大介           | 4:52 |
| 13. | 「NEO FANTASIA」                                                                                | 畑亜貴       | 澤野弘之     | 澤野弘之           | 5:40 |
| 14. | 「Neverending Dream」                                                                           | 茅原実里     | Evan Call    | Evan Call          | 3:56 |

| #  | タイトル                                            | 作詞 | 作曲・編曲 | 時間   |
| -- | --------------------------------------------------- | ---- | ---------- | ------ |
| 1. | 「m.s.s Premium Acoustic Live featuring Crustacea」 |      |            | 162:04 |

## 演奏
- 室屋光一郎ストリングス：Strings (#1.2.3.7-14)
- 辻本憲一、濱口勝治、安藤友樹：Trumpet (#1.2)
- 中西和泉：Trombone (#1.2)
- 佐藤洋樹：Trombone (#1)
- 荻野晋：Tuba (#1)
- 岩佐和弘：Flute, Piccolo (#1)
- 濱崎由紀：Clarinet (#1)
- 河合夕子
  - Chorus (#1.2.7)
  - Chorus Arrangement (#2.7)
- 仁科かおり、内田ゆう：Chorus (#1.2)
- 比山貴咏史、竹内浩明：Chorus (#1)
- 鈴木マサキ：Guitar (#2)
- 川崎哲平：Bass (#2)
- 髭白健：Drums (#2.3.9.10.11.12)
- 長谷川智之：Trumpet (#2)
- 鹿討奏：Trombone (#2.3)
- 山口尚人、山口隼士：Trombone (#2)
- 竹上良成、庵原良司：Alto Saxophone (#2)
- 村瀬和広、大郷良知：Tenor Saxophone (#2)
- 鈴木圭
  - Baritone Saxophone (#2)
  - Alto Saxophone (#3)
- 鍋嶋圭一：Guitar (#3.10)
- 山本直哉：Bass (#3.10.11.12)
- 中野勇介：Trumpet (#3)
- 尾崎武士：Guitar (#4)
- 宮崎誠：Guitar (#5)
- 川島弘光：Bass (#5)
- 村田一弘：Drums (#5)
- 原田篤：Guitar (#6)
- 外園一馬：Guitar (#7)
- 飯室博：Guitar (#8.13)
- Kazco：Chorus (#8)
- 菊谷知樹：Guitar, Bass (#9)
- 馬場一人：Guitar (#11)
- 遠山哲朗：Guitar (#12)
- 渡辺シュンスケ：Piano (#12)
- 田辺トシノ：Bass (#13)
- 山内優：Drums (#13)
- 若松純子：Flute, Piccolo (#14)
- 高瀬千暁：Flute (#14)
- 浦丈彦：Oboe, English Horn (#14)
- 加藤幸恵：Oboe (#14)

## チャート
| チャート（2013年）                                 | 最高位 |
| -------------------------------------------------- | ------ |
| オリコン週間                                       | 10     |
| オリコン月間                                       | 40     |
| Billboard JAPAN Top Albums                         | 11     |
| Billboard JAPAN Top Independent Albums and Singles | 2      |
| サウンドスキャン【BD付限定盤】）                   | 20     |

## m.s.s Premium Acoustic Live featuring Crustacea
本作の限定盤に同梱されているBlu-ray Disc、DVDに収録されているライブ。2013年2月16日になんばHatch、2月17日に渋谷公会堂で開催された。自身のファンクラブ『m.s.s』の限定アコースティックライブである。
コンサートの開催は、2012年11月20日に自身の旧オフィシャルブログ『minorhythm』で発表された。2012年12月26日に発売されたCrustaceaの3枚目のカバー・アルバム『Unification3 Melody feat Minori Chihara』を引っ提げたコンサートであり、Crustaceaとのコラボレーションコンサートでもある。
アンコールで披露された「さくら」はCrustaceaの楽曲であり、茅原自身がリクエストした。
2013年11月8日にYouTubeのLantis公式ちゃんねる『Lantisちゃんねる』からBlu-ray Disc、DVDのダイジェスト映像が配信された。

### 出演
| 名前       | 担当                   |
| ---------- | ---------------------- |
| 茅原実里   | ボーカル               |
| 室屋光一郎 | ヴァイオリン           |
| 向井航     | チェロ                 |
| 阿部篤志   | ピアノ                 |
| 鈴木直人   | ギター                 |
| 竹下欣伸   | ベース                 |
| 髭白健     | ドラム、パーカッション |

### セットリスト
| 01 | Contact                  |
| 02 | 詩人の旅                 |
| 03 | 純白サンクチュアリィ     |
| 04 | Melty tale storage       |
| 05 | Dears 〜ゆるやかな奇跡〜 |
| 06 | 愛とナイフ               |
| 07 | 君がくれたあの日         |
| 08 | Celestial Diva           |
| 09 | Lush march!!             |
| 10 | PRECIOUS ONE             |
| 11 | Dream Wonder Formation   |
| 12 | 蒼い孤島                 |
| 13 | everlasting...           |
| 14 | TERMINATED               |
|    | アンコール               |
| 15 | さくら                   |
| 16 | Say you?                 |
| 17 | 枯れない花               |

## クレジット
| Performed by 茅原実里    | Performed by 茅原実里             |
| ------------------------ | --------------------------------- |
| Producer                 | 斎藤滋（Lantis）                  |
| Recording Coordinator    | 加納迅（FACE MUSIC）              |
| Recording engineer       | 相沢光紀（SIGN SOUND）            |
| Recording engineer       | 淺野浩伸(Redefine)                |
| Recording engineer       | 奥田基樹(Redefine)                |
| Recording engineer       | 高瀬一矢                          |
| Recording engineer       | 高田浩太郎（Sound City）          |
| Recording engineer       | 守屋勝美（Redefine）              |
| Studio                   | AVACO CREATIVE STUDIO             |
| Studio                   | Azabu 0 Studio                    |
| Studio                   | CRESCENTE STUDIO                  |
| Studio                   | I've studio                       |
| Studio                   | ROKU-st                           |
| Studio                   | Sony Music Stusios Tokyo          |
| Studio                   | Sound City                        |
| Studio                   | SPLASH SOUND STUDIO               |
| Studio                   | STUDIO enPOINT                    |
| Studio                   | Studio Magic Garden               |
| Studio                   | STUDIO SOUND VALLEY               |
| Studio                   | VICTOR STUDIO                     |
| Mastering engineer       | 袴田剛史（FLAIR MASTERING WORKS） |
| Creative producer        | 小島冬樹（Lantis）                |
| Art direction & design   | 大浦祐介                          |
| Art direction & design   | 朝日康穂（UNITEGRAPHICA）         |
| Design                   | 佐野夏記（UNITEGRAPHICA）         |
| Photography              | 安藤マルセロ玲爾（AVGVST）        |
| Styling                  | 石川香代子（juice&juicy）         |
| Hair & Make-up           | 今野真紀                          |
| Location                 | Huis Ten Bosch                    |
| Coordinator              | 中野博文                          |
| Coordinator              | 中島正隆（Huis Ten Bosch）        |
| Sales Promotion Producer | 佐橋計（Lantis）                  |
| Sales Promoter           | 秋山琢磨                          |
| Sales Promoter           | 唐川絢子（Lantis）                |
| A&R                      | 保坂拓也（Lantis）                |
| A&R                      | 高村友紀（Lantis）                |
| Fan Club staff           | 片野安則                          |
| Fan Club staff           | 安田まどか                        |
| Fan Club staff           | 西原茉美                          |
| Fan Club staff           | 内田秋彦                          |
| Fan Club staff           | 黒瀬和太塁(ROM SHARING)           |
| Artist brand management  | 瀬野大介（Linkarts）              |
| Management Assistant     | 吉田有沙（Linkarts）              |
| Support Production       | M-Peace                           |
| Executive Supervisor     | 伊藤善之(Lantis)                  |
| Executive Producer       | 井上俊次(Lantis)                  |
| Thanks                   | aprights                          |
| Thanks                   | Arte Refact                       |
| Thanks                   | Chameleon Label                   |
| Thanks                   | Elements Garden                   |
| Thanks                   | I've                              |
| Thanks                   | Legendoor                         |
| Thanks                   | POPHOLIC                          |
| Thanks                   | VERYGOO                           |
| Special supporters       | m.s.s members                     |
| Very special thanks      | ALL FANS                          |